# Grecja na Letnich Igrzyskach Olimpijskich 1912
Grecja na Letnich Igrzyskach Olimpijskich 1912 w Sztokholmie reprezentowało 22 zawodników.
| Medal | Zawodnik                 | Dyscyplina    | Konkurencja            |
| ----- | ------------------------ | ------------- | ---------------------- |
| Złoto | Konstandinos Tsiklitiras | Lekkoatletyka | Skok w dal z miejsca   |
| Brąz  | Konstandinos Tsiklitiras | Lekkoatletyka | Skok w wzwyż z miejsca |

## Skład kadry

### Lekkoatletyka
Konkurencje biegowe
| Konkurencja | Zawodnik                 | Eliminacje | Eliminacje | Półfinał      | Półfinał      | Finał         | Finał         |
| Konkurencja | Zawodnik                 | Wynik      | Miejsce    | Wynik         | Miejsce       | Wynik         | Miejsce       |
| ----------- | ------------------------ | ---------- | ---------- | ------------- | ------------- | ------------- | ------------- |
| 100 m       | Dimitrios Triandafilakos | b.d        | 3.         | Nie awansował | Nie awansował | Nie awansował | Nie awansował |
| maraton     | Iraklis Sakellaropoulos  |            |            |               |               | 3:11:37,0     | 26.           |

Konkurencje techniczne
| Zawodnik                 | Konkurencja          | Finał | Finał   |
| Zawodnik                 | Konkurencja          | Wynik | Miejsce |
| ------------------------ | -------------------- | ----- | ------- |
| Georgios Banikas         | skok o tyczce        | 3,20  | 18.     |
| Konstandinos Tsiklitiras | skok w dal z miejsca | 3,37  | złoto   |
| Konstandinos Tsiklitiras | skok wzwyż z miejsca | 1,55  | brąz    |
| Michalis Dorizas         | pchnięcie kulą       | 12,05 | 11.     |
| Michalis Dorizas         | rzut dyskiem         | 39,28 | 13.     |

### Pływanie
| Konkurencja    | Zawodnik             | Eliminacje | Eliminacje | Półfinał      | Półfinał      | Finał         | Finał         |
| Konkurencja    | Zawodnik             | Czas       | Miejsce    | Czas          | Miejsce       | Czas          | Miejsce       |
| -------------- | -------------------- | ---------- | ---------- | ------------- | ------------- | ------------- | ------------- |
| 100 m dowolnym | Andreas Asimakopulos | 1:15,4     | 3.         | Nie awansował | Nie awansował | Nie awansował | Nie awansował |

### Strzelectwo
| Konkurencja                                      | Zawodnik | Finał | Finał   |
| Konkurencja                                      | Zawodnik | Wynik | Pozycja |
| ------------------------------------------------ | --- | ----- | ------- |
| karabin dowolny 600 m                            | Frangiskos Mawromatis                                                                                             | 82    | 22.     |
| karabin dowolny 600 m                            | Joanis Teofilakis                                                                                                 | 79    | 34.     |
| karabin dowolny 600 m                            | Nikolaos Lewidis                                                                                                  | 73    | 52.     |
| karabin dowolny 600 m                            | Aleksandros Teofilakis                                                                                            | 66    | 68.     |
| karabin dowolny 600 m                            | Jakowos Teofilas                                                                                                  | 13    | 85.     |
| karabin wojskowy trzy postawy 300 m              | Nikolaos Lewidis                                                                                                  | 95    | 4.      |
| karabin wojskowy trzy postawy 300 m              | Frangiskos Mawromatis                                                                                             | 87    | 17.     |
| karabin wojskowy trzy postawy 300 m              | Aleksandros Teofilakis                                                                                            | 69    | 67.     |
| karabin wojskowy trzy postawy 300 m              | Jakowos Teofilas                                                                                                  | 66    | 72.     |
| karabin wojskowy trzy postawy 300 m              | Joanis Teofilakis                                                                                                 | 63    | 75.     |
| karabin wojskowy trzy postawy 300 m              | Spiridon Mostras                                                                                                  | 44    | 88.     |
| karabin wojskowy drużynowo                       | Frangiskos Mawromatis Aleksandros Teofilakis Joanis Teofilakis Nikolaos Lewidis Jakowos Teofilas Spiridon Mostras | 1445  | 7.      |
| karabin małokalibrowy znikająca tarcza 25 m      | Frangiskos Mawromatis                                                                                             | 204   | 18.     |
| karabin małokalibrowy znikająca tarcza 25 m      | Joanis Teofilakis                                                                                                 | 214   | 21.     |
| karabin małokalibrowy znikająca tarcza 25 m      | Nikolaos Lewidis                                                                                                  | 192   | 30.     |
| karabin małokalibrowy znikająca tarcza 25 m      | Jakovos Teofilas                                                                                                  | 116   | 36.     |
| karabin małokalibrowy dowolna postawa 50 m       | Nikolaos Lewidis                                                                                                  | 181   | 25.     |
| karabin małokalibrowy dowolna postawa 50 m       | Joanis Teofilakis                                                                                                 | 173   | 32.     |
| karabin małokalibrowy dowolna postawa 50 m       | Frangiskos Mawromatis                                                                                             | 172   | 34.     |
| karabin małokalibrowy dowolna postawa 50 m       | Jakowos Teofilas                                                                                                  | 167   | 37.     |
| karabin małokalibrowy znikająca tarcza drużynowo | Joanis Teofilakis Frangiskos Mawromatis Nikolaos Lewidis Jakowos Teofilas                                         | 716   | 4.      |
| karabin małokalibrowy 50 m leżąc drużynowo       | Joanis Teofilakis Jakowos Teofilas Frangiskos Mawromatis Nikolaos Lewidis                                         | 708   | 5.      |
| runda pojedyncza - sylwetka jelenia              | Nikolaos Lewidis                                                                                                  | 31    | 15.     |
| runda pojedyncza - sylwetka jelenia              | Joanis Teofilakis                                                                                                 | 24    | 29.     |
| pistolet pojedynkowy 30 m                        | Joanis Teofilakis                                                                                                 | 263   | 23.     |
| pistolet pojedynkowy 30 m                        | Konstandinos Skarlatos                                                                                            | 261   | 27.     |
| pistolet pojedynkowy 30 m                        | Frangiskos Mawromatis                                                                                             | 258   | 29.     |
| pistolet pojedynkowy 30 m                        | Aleksandros Teofilakis                                                                                            | 242   | 33.     |
| pistolet pojedynkowy 30 m                        | Nikolaos Lewidis                                                                                                  | 231   | 34.     |
| pistolet pojedynkowy 30 m                        | Anastasios Metaksas                                                                                               | 232   | 35.     |
| pistolet dowolny indywidualnie                   | Joanis Teofilakis                                                                                                 | 441   | 18.     |
| pistolet dowolny indywidualnie                   | Frangiskos Mawromatis                                                                                             | 425   | 26.     |
| pistolet dowolny indywidualnie                   | Konstandinos Skarlatos                                                                                            | 420   | 30.     |
| pistolet dowolny indywidualnie                   | Aleksandros Teofilakis                                                                                            | 369   | 47.     |
| pistolet pojedynkowy drużynowo                   | Konstandinos Skarlatos Joanis Teofilakis Frangiskos Mawromatis Jeorjos Petropulos                                 | 1057  | 5.      |
| pistolet dowolny drużynowo                       | Frangiskos Mawromatis Joanis Teofilakis Konstandinos Skarlatos Aleksandros Teofilakis                             | 1731  | 5.      |
| trap indywidualnie                               | Anastasios Metaksas                                                                                               | 88    | 4.      |

### Szermierka
| Konkurencja          | Zawodnik | 1 runda | 1 runda | Ćwierćfinały                                                                             | Ćwierćfinały | Półfinały                                                                                | Półfinały     | Finał          | Finał          | Pozycja       |
| Konkurencja          | Zawodnik | Przeciwnik | Wynik   | Przeciwnik                                                                               | Wynik        | Przeciwnik                                                                               | Wynik         | Przeciwnik     | Wynik          | Pozycja       |
| -------------------- | --- | --- | ------- | ---------------------------------------------------------------------------------------- | ------------ | ---------------------------------------------------------------------------------------- | ------------- | -------------- | -------------- | ------------- |
| szpada indywidualnie | Petros Manos | Paul Anspach Jens Berthelsen Friedrich Schwarz Knut Enell Aleksandr Sołdatienkow Ahmed Hassanein                |         | Einar Sörensen Gerald Ames George Breed Sigurd Mathiesen Emil Schön                      |              | Einar Sörensen Léon Tom William Bowman Edgar Amphlett Zdeněk Vávra                       |               | Nie awansował  | Nie awansował  | Nie awansował |
| szpada indywidualnie | Konstandinos Kodzias | Léon Tom Arthur Griez von Ronse Hans Bergsland Władimir Kajzer Fernando Correia Vilém Tvrzský                   |         | Henri Anspach Adrianus de Jong Pál Rosty Karel Goppold Louis Sparre                      |              | Nie awansował                                                                            | Nie awansował | Nie awansował  | Nie awansował  | Nie awansował |
| szpada indywidualnie | Jeorjos Wersis | Gustaf Lindblom Adrianus de Jong Sydney Martineau Hermann Plaskuda Marcel Berré John Gignoux Hans Olsen         |         | Léon Tom Georg Branting Martin Holt Zdeněk Bárta Albertson Van Zo Post                   |              | Nie awansował                                                                            | Nie awansował | Nie awansował  | Nie awansował  | Nie awansował |
| szpada indywidualnie | Trifon Triandafilakos | Georg Branting Emil Schön Willem van Blijenburgh Oluf Berntsen John Blake Béla Békessy James Moore              |         | Vilém Goppold Jr. Victor Boin Gustaf Lindblom Charles Van Der Byl Jens Berthelsen        |              | Nie awansował                                                                            | Nie awansował | Nie awansował  | Nie awansował  | Nie awansował |
| szpada indywidualnie | Jeorjos Petropulos | Gerald Ames Karel Goppold Lauritz Østrup Walther Meienreis Willem Molijn                                        |         | Paul Anspach Robert Montgomerie Jan de Beaufort Arthur Griez von Ronse Severin Finne     |              | Philippe Le Hardy de Beaulieu Martin Holt Georg Branting Ejnar Levison Vilém Goppold Jr. |               | Nie awansował  | Nie awansował  | Nie awansował |
| szpada indywidualnie | Sotirios Notaris | Hendrik de Iongh Ejnar Levison Victor Willems Julius Lichtenfels Åke Grönhagen Gordon Alexander Pawieł Guworski |         | Philippe Le Hardy de Beaulieu William Bowman Miloš Klika Gawriił Bertrain Arthur Everitt |              | Nie awansował                                                                            | Nie awansował | Nie awansował  | Nie awansował  | Nie awansował |
| szpada drużynowo     | Sotirios Notaris Petros Manos Konstandinos Kodzias Jeorjos Wersis Trifon Triandafilakos Jeorjos Petropulos Panajotis Kambas | Dania · Stany Zjednoczone                                                                                       | P W     |                                                                                          |              | Szwecja · Belgia · Cesarstwo Niemieckie                                                  | P W           | Nie awansowali | Nie awansowali | 5.            |
| floret indywidualnie | Sotirios Notaris | Francesco Pietrasanta Fernand de Montigny Lars Aas Ernest Stenson-Cooke John MacLaughlin Nikołaj Gorodiecki     | P P W   | Ivan Osiier Péter Tóth Victor Willems Wilhelm Löffler Harold Rayner                      |              | Nie awansował                                                                            | Nie awansował | Nie awansował  | Nie awansował  | Nie awansował |

### Zapasy
| Konkurencja                 | Zawodnik                | Runda 1           | Runda 2          | Runda 3          | Runda 4          | Runda 5          | Runda 6          | Runda 7          | Finał            | Miejsce       |
| Konkurencja                 | Zawodnik                | Przeciwnik Wynik  | Przeciwnik Wynik | Przeciwnik Wynik | Przeciwnik Wynik | Przeciwnik Wynik | Przeciwnik Wynik | Przeciwnik Wynik | Przeciwnik Wynik | Miejsce       |
| --------------------------- | ----------------------- | ----------------- | ---------------- | ---------------- | ---------------- | ---------------- | ---------------- | ---------------- | ---------------- | ------------- |
| styl klasyczny waga średnia | Anastasios Antonopoulos | Edvin Fältström p | Andrea Gargano p | Nie awansował    | Nie awansował    | Nie awansował    | Nie awansował    | Nie awansował    | Nie awansował    | Nie awansował |